# Ololygon tripui
Ololygon tripui é uma espécie de anfíbio anuro da família Hylidae. Está presente no Brasil. A UICN classificou-a como pouco preocupante.